# 长叶西番莲
长叶西番莲（学名：Passiflora siamica）为西番莲科西番莲属下的一个种。

## 扩展阅读
- 維基物種上的相關：长叶西番莲